# Novembre 1953

## Évènements
- 1er novembre : constitution de l’Andhra Pradesh. Une commission est chargée du redécoupage des États de l’Inde sur une base linguistique (1953-1956).

- 4 - 6 novembre : Trieste est le théâtre de sanglantes manifestations, violemment réprimées par la police anglo-américaine.

- 8 novembre : José Figueres Ferrer, président du Costa Rica.

- 9 novembre :
  - Indépendance du Royaume du Cambodge, obtenue pacifiquement par le roi Norodom Sihanouk.
  - Mort d’Abdel Aziz Ibn Saoud. Son fils Saoud lui succède sur le trône d'Arabie saoudite tandis que son second fils Fayçal prend le titre de prince héritier.
    - Saoud se montrera moins conciliant que son père envers les Américains, leur reprochant leur politique d'ouverture envers l'Égypte et le Yémen, républicains. Saoud est dépensier, proche de la vie bédouine et peu fait pour diriger le pays. Son frère Fayçal est un musulman austère, monogame, doté des qualités d’un homme d’État, ancien ministre des Affaires étrangères de son père et grand connaisseur des pays occidentaux.
    - Saoud revendique l’oasis de Buraymi contre le sultanat d’Oman et Abou Dabi.

- 20 novembre :
  - Guerre d'Indochine : déclenchement de l’opération Castor dans le cadre du plan Navarre. Des milliers de parachutistes occupent Ðiện Biên Phủ qui sera transformé en camp retranché. Le but de l’opération est de constituer une base pour la reconquête du pays thaï et empêcher une nouvelle invasion du Laos par les forces du Việt Minh.
  - L’avion expérimental Douglas Skyrocket atteint 2 135 km/h, soit plus de deux fois la vitesse du son.

- 23 novembre : au Cambodge, Chan Nak est nommé Premier ministre.

- 30 novembre[1] : exil du kabaka Mutesa II, autorité suprême bugandaise, pour deux ans. Un parti se forme, le Kabaka Yekka (en), pour le soutenir. État d’urgence.

## Naissances
- 1er novembre : Nancy J. Davis, astronaute américaine.
- 3 novembre : Kate Capshaw, actrice américaine.
- 6 novembre : Alexandre Tchobanov, metteur en scène, chorégraphe, réalisateur, auteur et producteur bulgare naturalisé français.
- 9 novembre : David Leslie, pilote automobile britannique. († 30 mars 2008).
- 10 novembre : Roberto Ceruti, coureur cycliste italien.
- 12 novembre : Vasilis Karras, chanteur grec († 24 décembre 2023).
- 13 novembre : Andrés Manuel López Obrador, homme d'État et auteur méxicain.
- 14 novembre :
  - Patrick Sébastien, imitateur, humoriste, acteur, chanteur, producteur-animateur français.
  - Dominique de Villepin, ancien premier Ministre français.
- 18 novembre : Kevin Nealon, acteur américain.
- 19 novembre : Patrick de Carolis, journaliste, écrivain et animateur de télévision français.
- 23 novembre : Francis Cabrel, chanteur français.
- 24 novembre : Mireille Fanon-Mendès-France, journaliste et écrivain française.
- 25 novembre : 
  - Darlanne Fluegel, actrice américaine († 15 décembre 2017).
  - Herbert Breiteneder (de), pilote automobile autrichien. († 5 avril 2008).
- 27 novembre : Steve Bannon, homme d'affaires, directeur de campagne et activiste conservateur américain.
- 28 novembre : 
  - Michael Chertoff, homme politique américain.
  - Alistair Darling, politicien britannique († 30 novembre 2023).

## Décès
- 2 novembre : Lester Horton, danseur, chorégraphe et pédagogue américain.
- 4 novembre : Robert Protin, coureur cycliste belge (° 10 novembre 1872).
- 8 novembre : Ivan Bounine, écrivain russe et Prix Nobel de littérature (° le 22 octobre 1870).
- 21 novembre : Felice Bonetto, 50 ans, pilote automobile italien. (° 9 juin 1903).
- 29 novembre :
  - Karl Arnold, dessinateur, caricaturiste et peintre allemand (° 1er avril 1883).
  - Sam De Grasse, acteur.
- 30 novembre : Francis Picabia, peintre et écrivain français (° 22 janvier 1879).